# Вітольд Ляссота
Ві́тольд Ляссо́та (пол. Witold Lassota; 16 серпня 1916, Черкаси — 6 січня 2004, Цехоцинек) — польський журналіст і політичний діяч, чільний редактор «Ілюстрованого Кур'єра Польського» (1953—1986), депутат Сейму Польської Народної Республіки III, IV, V, VI та VII скликань (1961—1980), віцекерівник Державного Трибуналу (1982—1989).

## Життєпис
Народився в Черкасах у Київській губернії в родині Леона та Ядвіги (з Тарновських). Родина підтримувала зв'язки з Габріелею Запольською, Ярославом Івашкевичем. По Ризькому мирі й окресленні польсько-радянського кордону родина переїхала до Ковеля, де Вітольд відвідував загальноосвітню школу й склав іспит зрілості. Закінчив Державну технічну школу у Львові. У цьому місті отримав перший досвід журналістики — надіслав репортерські знімки до газети «Новий вік», які потім опубліковано. По закінченні школи 1939 р. почав працювати інженером з будування доріг і мостів в Жабинці в Берестейській області. Був прийнятий на третій курс Польської політехніки. У добу радянської окупації перебував у місцевості Лясота під Берестям. По зайнятті Полісся німецькими військами в 1941 р. боровся в лавах партизанського відділу Юзефа Себесяка «Макса». 1942 р. вступив у лави Армії Крайової під прибраними іменами «Скочек» і «Веслав», згодом послугувався також несправжнім прізвищем «Мариновський». Був ад'ютантом коменданта 30-ї Дивізії піхоти Армії Крайової, а також керівником диверсійної групи — організував саботаж залізничної лінії Берестя—Ковель—Сарни. У 1944 р. вступив до радянського партизанського руху на Любельщині. Того самого року був заарештований у Седльцях і зісланий до табору «Нагорная» коло Пермі, з якого повернувся до Польщі 1946 р.
Осів у Торуні, де керував Управлінням контролю преси (1946—1952), а також співпрацював з «Голосом Демократичним» і «Голосом Помор'я». Приєднався до Сторонництва Демократичного. У 1952 р. закінчив відділ права Університету Миколая Коперника в Торуні. У січні 1953 р. обняв посаду чільного редактора «Ілюстрованого Кур'єра Польського». Унаслідок виборів у 1961 вперше ввійшов у склад Сейму ПНР з округи Бидгощ. Був переобраний у роках 1965, 1969, 1972 і 1976 у тій самій окрузі. У Сеймі ПНР став на чолі Комісії з культури та мистецтва, засідав також у Комісії Справедливості. Від 1961 до 1981 р. головував у Воєводському Комітеті Сторнництва Демократичного в Бидгощі. Здійснював функції віцеголови воєводського комітету Фронту Єдності Народу. У 1984 р. очолив Суспільну Раду зі справ покликання Медичної Академії в Бидгощі.
Після закінчення праці в Сеймі справляв заступника голови Державного Трибуналу двох скликань (1982—1989), а також заступника голови воєводської Народної ради (залишався на цій посаді понад два десятиліття). Був членом Консультаційної ради при голові Державної Ради (1986—1989). З посади чільного редактора «Ілюстрованого Кур'єра Польського» пішов у 1986 р. — на ту мить був керівником щоденного видання з найдовшим стажем у мірилі країни.